# Out-Law.com
Out-Law.com è un sito di notizie e informazioni giuridiche, sviluppato dallo studio internazionale Pinsent Masons, specializzato nei settori dell'energia, infrastrutture, servizi finanziari, immobiliare e produzione manifatturiera ad alto contenuto di tecnologia. Il sito contiene più di 15 000 pagine fra notizie aggiornate quotidianamente e circa 500 guide tecniche in inglese che coprono gli sviluppi dottrinali, legislativi e giurisprudenziali del diritto commerciale.
Out-Law.com è prodotto da un team di giornalisti ed è liberamente accessibile. Le sue notizie vengono fornite dal sito web, dai feed RSS e di Twitter.
Nato nel 2000 come risorsa online per le aziende tecnologiche, nel 2008, Out-Law.com fu il primo sito di uno studio legale a vincere il premio Webby Award di "miglior sito web giuridico". Tre anni più tardi, fu riorganizzato per coprire tutti gli aspetti del diritto commerciale.